# Cześnik koronny
Cześnik koronny (łac. picerna Regni) – urząd dworski Korony Królestwa Polskiego i I Rzeczypospolitej.
Do jego kompetencji należało podawanie napojów królowi w czasie uczt dworskich. W czasach nowożytnych urząd ten stał się czysto honorowym.